# Janusz Deblessem
Janusz Deblessem – polski dziennikarz radiowy, prezenter Programu III PR, promotor poezji śpiewanej.

## Życiorys
Zadebiutował w Łodzi w Studenckim Radiu Żak Politechniki Łódzkiej w 1979 roku. Współpracuje z Polskim Radiem od roku 1986. W latach 1986–2020 był autorem i prowadzącym nocnego cyklu poezji śpiewanej Gitarą i piórem. Jest twórcą audycji dokumentalnych.
Od marca 2021 roku prowadzi autorską audycję Kręgi na wodzie w Radio Danielka.
Organizował i współtworzył znaczące festiwale piosenki poetyckiej m.in. Kraina Łagodności na Festiwalu Piosenki Polskiej w Opolu w latach 1995 i 1996. Jest pomysłodawcą konkursu na Reportaż roku organizowanego wspólnie z Gazetą Wyborczą i PR III Polskiego Radia, nagrodzonego wyróżnieniem w kategorii Market Place of Ideas na festiwalu Prix Europa'97.
Od 2001 roku, pod redakcją Janusza Deblessema, ukazują się albumy muzyczne z serii Gitarą i piórem.